# Жак Макдональд
Етьєн-Жак-Жозеф-Александр Макдональд (фр. Étienne-Jacques-Joseph-Alexandre Macdonald; 17 листопада 1765 — 25 вересня 1840) — герцог Тарентський, маршал (з 1809 року) та пер Франції.
Під час вторгнення Наполеона до Росії командував X пруссько-французьким корпусом, який захищав лівий фланг Великої армії. Зайняв Курляндію та всю кампанію простояв під Ригою. Приєднався до залишків наполеонівської армії під час її відступу.
Похований на кладовищі Пер-Лашез.